# Perú en la Copa América 1975
La selección de futbol del Perú fue uno de los diez equipos participantes en la Copa América 1975. Dicho torneo se desarrolló en sin sede fija por lo que los partidos se disputaron de ida y vuelta, entre el 17 de julio hasta 28 de octubre de 1975. El seleccionado peruano disputó su decimoquinta Copa América, consagrándose por segunda vez campeón en su historia en el torneo, tras lograr su primer título en 1939.
La Blanquirroja compuso el Grupo B junto a Chile y Bolivia. Inició su participación en el torneo con un empate con un empate de 1:1 ante Chile, en los siguientes partidos enfrentó a Bolivia, derrotándolo por 1:0 de visita y 3:1 de local. Perú cerró la fase de grupos con otra victoria al vencer por 3:1 a Chile de local.
En las semifinales le tocó jugar con Brasil, el partido de ida se jugó en el Estadio Minerao de Belo Horizonte, el resultado fue de 1:3 a favor de la blanquirroja, que ganó con un doblete de Enrique Casareto y un tanto de Teófilo Cubillas, en el partido de vuelta el resultado fue a favor de Brasil por 0:2. Como ambas selecciones habían ganado sus respectivos partidos (ambas en condición de visitante), tenían la misma cantidad de puntos y la misma diferencia de gol. Se tuvo que realizar un sorteo para definir al finalista. Luego de la realización del sorteo, el resultado indicó que Perú clasificó a la final.
En la final le tocó enfrentar a la selección de Colombia; el partido de ida se disputó en el Estadio El Campin de Bogotá; el encuentro terminó 1:0 a favor de la selección cafetera, el partido de vuelta se jugó en el Estadio Nacional de Lima, el partido terminó un 2:0 a favor de Perú sobre Colombia, los goles de la blanquirroja fueron de Juan Carlos Oblitas y Oswaldo Ramírez.
Se jugó un tercer partido para definir al campeón, el encuentro se disputó en el Estadio Olímpico de la UCV en Venezuela, el campeón fue Perú al vencer por 1:0 a Colombia, la blanquirroja se consagró campeón tras el gol de Hugo Sotil en el primer tiempo.
La selección a lo largo del torneo jugó 9 partidos, de los cuales ganó 6, empató 1 y perdió en 2 encuentros.          
Los goleadores del equipo en la competencia fueron Juan Carlos Oblitas y Oswaldo Ramírez con 3 goles cada uno. Asimismo Teófilo Cubillas fue elegido como el mejor jugador del torneo.
Este título le permitió a la selección lograr su segunda Copa América de la historia, hecho que le permitió tener la marca de ser la única selección del Pacífico en ser campeón de América en el siglo 20.

## Plantel
Plantel de la selección peruana.
| #     | Nombre                  | Posición      | Edad | Club             |
| ----- | ----------------------- | ------------- | ---- | ---------------- |
| 12    | Ottorino Sartor         | Arquero       | 29   | Universitario    |
| -     | José Gonzáles Ganoza    | Arquero       | 21   | Alianza Lima     |
| -     | Eusebio Acasuzo         | Arquero       | 23   | Unión Huaral     |
| 5     | Héctor Chumpitaz        | Defensa       | 31   | Universitario    |
| 2     | Eleazar Soria           | Defensa       | 27   | Independiente    |
| 14    | José Navarro            | Defensa       | 26   | Sporting Cristal |
| 5     | Julio Meléndez Calderón | Defensa       | 33   | Juan Aurich      |
| 10    | Teófilo Cubillas        | Mediocampista | 26   | Porto            |
| -     | Julio Aparicio          | Delantero     | 20   | Universitario    |
| 8     | César Cueto             | Mediocampista | 23   | Alianza Lima     |
| 7     | Gerónimo Barbadillo     | Delantero     | 21   | Defensor Lima    |
| 16    | Santiago Ojeda          | Mediocampista | 24   | Alianza Lima     |
| 22    | Oswaldo Ramírez         | Delantero     | 28   | Atlético Español |
| 11    | Juan Carlos Oblitas     | Delantero     | 24   | Elche            |
| 9     | Percy Rojas             | Delantero     | 25   | Independiente    |
| 20    | Hugo Sotil              | Delantero     | 29   | Barcelona        |
| 7     | Alfredo Quesada         | Mediocampista | 25   | Sporting Cristal |
| -     | Raúl Párraga            | Mediocampista | 30   | Defensor Lima    |
| 4     | Rubén Toribio Díaz      | Defensa       | 23   | Universitario    |
| -     | Pedro Ruiz La Rosa      | Mediocampista | 28   | Unión Huaral     |
| 21    | Enrique Casaretto       | Delantero     | 29   | Universitario    |
| D. T. | Marcos Calderón         | -             | 47   |                  |

## Participación
El estreno de la blanquirroja en la competición se dio el 17 de julio de 1975 ante su clásico rival Chile, partido que quedó con un empate 1-1 en Santiago. Cinco días más tarde sumó su primera victoria ante Bolivia por primera vez en condición de visitante de 1-0, el 7 de agosto volvió a derrotar a Bolivia por 3-1 en Lima y en su último partido venció a Chile por 3-1 ,cerrando su participación con 3 victorias y 1 empate con 7 puntos.

### Grupo B
| Equipo  | Pts | PJ | PG | PE | PP | GF | GC | DG |
| ------- | --- | -- | -- | -- | -- | -- | -- | -- |
| Perú    | 7   | 4  | 3  | 1  | 0  | 8  | 3  | +5 |
| Chile   | 3   | 4  | 1  | 1  | 2  | 7  | 6  | +1 |
| Bolivia | 2   | 4  | 1  | 0  | 3  | 3  | 9  | –6 |

| 17 de julio de 1975 | Chile        | 1:1 (1:0) | Perú      | Estadio Nacional, Santiago de Chile                      |                                                          |
|                     | Crisosto 10' |           | 72' Rojas | Asistencia: 50 000 espectadores Árbitro(s): Omar Delgado | Asistencia: 50 000 espectadores Árbitro(s): Omar Delgado |

| 27 de julio de 1975                                               | Bolivia | 0:1 (0:1) | Perú        | Estadio Jesús Bermúdez, Oruro                                 |                                                               |
|                                                                   |         |           | 17' Ramírez | Asistencia: 18 000 espectadores Árbitro(s): Alberto Ducatelli | Asistencia: 18 000 espectadores Árbitro(s): Alberto Ducatelli |
| Primera victoria de Perú sobre Bolivia en condición de visitante. |         |           |             |                                                               |                                                               |

| 7 de agosto de 1975 | Perú                                 | 3:1 (2:0) | Bolivia          | Matute, Lima                                                     |                                                                  |
|                     | Ramírez 7' · Cueto 26' · Oblitas 52' |           | 58' (pen.) Messa | Asistencia: 40.000 espectadores Árbitro(s): Romualdo Arppi Filho | Asistencia: 40.000 espectadores Árbitro(s): Romualdo Arppi Filho |

| 20 de agosto de 1975 | Perú                                  | 3:1 (3:0) | Chile       | Matute, Lima                                                     |                                                                  |
|                      | Rojas 3' · Oblitas 32' · Cubillas 39' |           | 76' Reinoso | Asistencia: 40.000 espectadores Árbitro(s): Juan José Fortunatto | Asistencia: 40.000 espectadores Árbitro(s): Juan José Fortunatto |

### Semifinales
El rival de la selección peruana sería Brasil, que finalizó en la primera posición del Grupo A ganando todos sus partidos. El 30 de septiembre de 1975 Perú y Brasil se enfrentaron por las semifinales. En el primer partido en Belo Horizonte, Perú derrotó por un marcador de 3-1 a Brasil. En el segundo partido Brasil derrotó por 2 a 0 a Perú en Lima. Como ambas selecciones habían ganado sus respectivos partidos (ambas en condición de visitante), tenían la misma cantidad de puntos y la misma diferencia de gol. Se tuvo que realizar un sorteo para definir al finalista. Luego de la realización del sorteo, el resultado indicó que Perú clasificó a la final.
| 30 de septiembre de 1975                                         | Brasil             | 1:3 (0:1) | Perú                                    | Mineirão, Belo Horizonte                                          |                                                                   |
|                                                                  | Roberto Batata 54' |           | 19' 88' Casaretto · 82' (t.l.) Cubillas | Asistencia: 25 000 espectadores Árbitro(s): Miguel Ángel Comesaña | Asistencia: 25 000 espectadores Árbitro(s): Miguel Ángel Comesaña |
| Primera victoria de Perú sobre Brasil en condición de visitante. |                    |           |                                         |                                                                   |                                                                   |

| 4 de octubre de 1975 | Perú | 0:2 (0:1) | Brasil                           | Matute, Lima                                                  |                                                               |
| |      |           | 10' (a.g.) Meléndez · 61' Campos | Asistencia: 55 000 espectadores Árbitro(s): Arturo Ithurralde | Asistencia: 55 000 espectadores Árbitro(s): Arturo Ithurralde |
| Perú clasificó a la final tras un sorteo, luego de que ambas selecciones terminaran igualadas en puntos y en diferencia de goles. Primera vez que se utiliza un sorteo en la Copa América. |      |           |                                  |                                                               |                                                               |

### Final

#### Resultados

##### Ida
| 16 de octubre de 1975 | Colombia   | 1:0 (1:0) | Perú | Estadio El Campín, Bogotá                                         |                                                                   |
|                       | Castro 38' |           |      | Asistencia: 50.000 espectadores Árbitro(s): Miguel Ángel Comesaña | Asistencia: 50.000 espectadores Árbitro(s): Miguel Ángel Comesaña |

##### Vuelta
| 22 de octubre de 1975 | Perú                      | 2:0 (2:0) | Colombia | Estadio Nacional, Lima                                            |                                                                   |
|                       | Oblitas 18' · Ramírez 44' |           |          | Asistencia: 50.000 espectadores Árbitro(s): Juan Silvagno Cavanna | Asistencia: 50.000 espectadores Árbitro(s): Juan Silvagno Cavanna |

##### Desempate
| 28 de octubre de 1975                                                              | Perú      | 1:0 (1:0) | Colombia | Estadio Olímpico de la UCV, Caracas, Venezuela            |                                                           |
|                                                                                    | Sotil 25' |           |          | Asistencia: 30 000 espectadores Árbitro(s): Ramón Barreto | Asistencia: 30 000 espectadores Árbitro(s): Ramón Barreto |
| Partido definitorio luego de que ambas selecciones terminaran igualadas en puntos. |           |           |          |                                                           |                                                           |

### Alineación
| 1  | POR | Ottorino Sartor     |     |
| 2  | DEF | Eleazar Soria       |     |
| 3  | DEF | Julio Meléndez      |     |
| 4  | DEF | Héctor Chumpitaz    |     |
| 5  | DEF | Rubén Toribio Díaz  |     |
| 6  | MED | Percy Rojas         | 51' |
| 7  | MED | Alfredo Quesada     |     |
| 8  | MED | Santiago Ojeda      |     |
| 9  | DEL | Teófilo Cubillas    |     |
| 10 | DEL | Hugo Sotil          |     |
| 11 | DEL | Juan Carlos Oblitas |     |
| DT | DT  | Marcos Calderón     |     |

| 1  | POR | Pedro Zape        |     |
| 2  | DEF | Arturo Segovia    |     |
| 3  | DEF | José Zárate       |     |
| 4  | DEF | Miguel Escobar    |     |
| 5  | DEF | Oscar Bolaño      |     |
| 6  | MED | Diego Umaña       | 55' |
| 7  | MED | Willington Ortiz  |     |
| 8  | MED | Oswaldo Calero    |     |
| 9  | MED | Víctor Campaz     |     |
| 10 | DEL | Jairo Arboleda    |     |
| 11 | DEL | José Ernesto Díaz | 85' |
| DT | DT  | Efraín Sánchez    |     |

| 20 | MED | Oswaldo Ramírez | 51' |

| 17 | MED | Eduardo Retat   | 55' |
| 22 | DEL | Ponciano Castro | 85' |

| 25' Hugo Sotil |

|  |

| Árbitro | Ramón Barreto |
|         |               |
|         |               |

| 1  | POR | Ottorino Sartor     |     |
| 2  | DEF | Eleazar Soria       |     |
| 3  | DEF | Julio Meléndez      |     |
| 4  | DEF | Héctor Chumpitaz    |     |
| 5  | DEF | Rubén Toribio Díaz  |     |
| 6  | MED | Percy Rojas         | 51' |
| 7  | MED | Alfredo Quesada     |     |
| 8  | MED | Santiago Ojeda      |     |
| 9  | DEL | Teófilo Cubillas    |     |
| 10 | DEL | Hugo Sotil          |     |
| 11 | DEL | Juan Carlos Oblitas |     |
| DT | DT  | Marcos Calderón     |     |

| 1  | POR | Pedro Zape        |     |
| 2  | DEF | Arturo Segovia    |     |
| 3  | DEF | José Zárate       |     |
| 4  | DEF | Miguel Escobar    |     |
| 5  | DEF | Oscar Bolaño      |     |
| 6  | MED | Diego Umaña       | 55' |
| 7  | MED | Willington Ortiz  |     |
| 8  | MED | Oswaldo Calero    |     |
| 9  | MED | Víctor Campaz     |     |
| 10 | DEL | Jairo Arboleda    |     |
| 11 | DEL | José Ernesto Díaz | 85' |
| DT | DT  | Efraín Sánchez    |     |

| 20 | MED | Oswaldo Ramírez | 51' |

| 17 | MED | Eduardo Retat   | 55' |
| 22 | DEL | Ponciano Castro | 85' |

| 25' Hugo Sotil |

|  |

| Árbitro | Ramón Barreto |
|         |               |
|         |               |

|                         |
| Bandera de Perú         |
| Campeón Perú 2.o título |

## Estadísticas

### Posición final
| Equipo | Equipo    | Pts | PJ | PG | PE | PP | GF | GC | Dif |
| ------ | --------- | --- | -- | -- | -- | -- | -- | -- | --- |
| 1      | Perú      | 13  | 9  | 6  | 1  | 2  | 14 | 7  | +7  |
| 2      | Colombia  | 12  | 9  | 6  | 0  | 3  | 11 | 5  | +6  |
| 3      | Brasil    | 10  | 6  | 5  | 0  | 1  | 16 | 4  | +12 |
| 4      | Uruguay   | 2   | 2  | 1  | 0  | 1  | 1  | 3  | –2  |
| 5      | Argentina | 4   | 4  | 2  | 0  | 2  | 17 | 4  | +13 |
| 6      | Chile     | 3   | 4  | 1  | 1  | 2  | 7  | 6  | +1  |
| 7      | Paraguay  | 3   | 4  | 1  | 1  | 2  | 5  | 5  | 0   |
| 8      | Bolivia   | 2   | 4  | 1  | 0  | 3  | 3  | 9  | –6  |
| 9      | Ecuador   | 1   | 4  | 0  | 1  | 3  | 4  | 10 | −6  |
| 10     | Venezuela | 0   | 4  | 0  | 0  | 4  | 1  | 26 | –25 |

### Goleadores
Leyenda:

: goles.

PJ: partidos jugados.

| Jugador             |   |
| ------------------- | - |
| Juan Carlos Oblitas | 3 |
| Oswaldo Ramírez     | 3 |
| Percy Rojas         | 2 |
| Teófilo Cubillas    | 2 |
| Enrique Casaretto   | 2 |
| César Cueto         | 1 |
| Hugo Sotil          | 1 |